# بغراس
بَغراس (ارمنی: Պաղրաս) دژ و روستایی کهن در شهرستان بیلان از استان خَتای کشور ترکیه است که در ناحیهٔ مرزی بین سوریه و آناتولی در رشته کوه‌های آمانوس بر سر راه انطاکیه به اسکندرون واقع بوده است و از لحاظ استراتژیک برای دفاع از انطاکیه اهمیت حیاتی داشته است.